# The North Briton
The North Briton foi um jornal radical publicado na Londres do século XVIII. The North Briton também serviu como pseudônimo do autor do jornal, usado em anúncios, cartas para outras publicações e folhetos.
Embora escrito anonimamente, The North Briton está intimamente associado ao nome de John Wilkes. O jornal é famoso principalmente pela edição número 45, os cerca de quarenta processos judiciais gerados por essa edição e pela gênese do "45" como um slogan popular de liberdade na última parte do século XVIII. O jornal também era conhecido por seu sentimento virulentamente antiescocês.

## História

### 1762–63
As edições de 1 (5 de junho de 1762) a 44 (2 de abril de 1763) foram publicadas aos sábados consecutivos.
O jornal foi iniciado em resposta ao The Briton, um jornal pró-governo iniciado por Tobias Smollett. Apenas oito dias depois que o jornal começou a ser publicado, saiu a primeira edição do The North Briton. Em seguida, saiu semanalmente até a renúncia do governo Bute.

#### Edição 45
A edição número 45 do North Briton (23 de abril de 1763) é a edição mais famosa do jornal. Ele criticou um discurso real no qual o rei George III elogiou o Tratado de Paris, encerrando a Guerra dos Sete Anos. Wilkes foi acusado de difamação (acusar o rei de mentir), e preso por um curto período na Torre de Londres. Wilkes contestou o mandado de prisão e apreensão de seu jornal, vencendo o caso. Seus discursos no tribunal deram início ao "Wilkes and Liberty!" grito, slogan popular pela liberdade de expressão e resistência ao poder. Mais tarde naquele ano, Wilkes reimprimiu a edição, que foi novamente apreendida pelo governo. Antes que pudesse ser queimado, uma multidão reunida resgatou o texto, e os eventos que se seguiram fizeram com que Wilkes fugisse pelo Canal da Mancha para a França e fosse preso novamente. Em 1764, a Câmara dos Comuns britânica declarou Wilkes o autor do número 45. No entanto, quando Wilkes foi libertado da prisão em 1770, "45" ainda era um ícone popular não apenas de Wilkes, mas da liberdade de expressão em geral.

### 1768–71
Números de edição 47 (10 de maio de 1768) a 218 (11 de maio de 1771) foram publicados por William Bingley.
Bingley foi preso em Newgate e depois na prisão de King's Bench por causa das edições 50 e 51. Ele foi libertado após dois anos sem julgamento.